# G.I. Joe : Héros sans frontières
Pour les jouets, voir G.I. Joe.
G.I. Joe : Héros sans frontières (G.I. Joe: A Real American Hero) est une série d'animation américaine basée sur la gamme de figurines Hasbro et la BD mensuelle de Marvel Comics.

## Comics
La bande dessinée est publiée à partir de 1982. Dans celle-ci, les G.I. Joe ont leur base secrète souterraine sous Fort Wadsworth (Staten Island).
Outre Cobra, ils affrontent également parfois les forces soviétiques dont Octobre Rouge, leur équivalent en URSS.

## Dessin animé
Le dessin animé est diffusé pour la première fois en 1983 en mini-série à cinq épisodes, suivie d'une deuxième en 1984, et devient une série quotidienne de 1985 à 1986. Un film est également sorti en 1987. Il existe également 2 autres saisons après le film. Ces dernières ont été réalisées par DIC Entertainment. La saison 4 n’a pas été traduite en français et n’a de fait jamais été diffusée en France.
Ron Friedman crée la série G.I. Joe pour la télévision. Co-produite par Sunbow et Marvel et distribuée par Claster Television, l'animation était réalisée par la Tōei animation et parfois AKOM.
La série a été doublée au Québec et diffusée d'abord à partir du 9 novembre 1985 sur certaines chaînes du réseau Pathonic, puis à partir du 28 juin 1986 à Télé-Métropole.
La série a aussi été doublée en France, et diffusée tous les samedis à partir du 11 avril 1987 sur TF1. Rediffusion à partir du 9 septembre 1987 dans le Club Dorothée sur TF1.

## Synopsis
L’histoire met en scène une guerre aux 4 coins du monde entre le G.I. Joe (un groupe de soldats d’élites sous commandement Américain), appelés aussi Héros Sans Frontières, et une organisation terroriste internationale (fictive), appelée Cobra.
Dans chaque épisode, quelques membres du G.I. Joe affrontent quelques membres de Cobra dans un nouveau scénario (pour un objet précieux, de l’argent, une nouvelle arme, etc.).
Dans quelques épisodes (les mini-séries principalement), Cobra tente de dominer le monde entier, et on retrouve presque tous les personnages du G.I Joe et de Cobra.

## Mini-séries Sunbow-Marvel

### Véritables Héros (1983)
1. La Morsure de Cobra (The Cobra Strikes) : Alors qu'ils viennent de perdre une partie de leurs nouveaux avions de combat à la suite d'une attaque de Cobra, les Gi-Joe sont chargés par l'armée de tester l'efficacité de défense d'une base militaire abritant un satellite. De son côté, Cobra a développé un canon désintégrateur et projette de voler le satellite.
2. Les Esclaves de Cobra (Slaves of the Cobra Master) : Prisonnier de Cobra, Duke est contraint de combattre dans une arène. De leur côté, les Gi-Joe tentent de construire leur propre désintégrateur. Pour ce faire, ils partent en Arctique récupérer des cristaux, un des 3 éléments indispensables
3. Les Vers de la mort (The Worms of Death) : Contaminé par des radiations, Snake Eyes arrive à s'extraire de la grotte avec un barril contenant des cristaux. En chemin il libère un loup attaché à un piège qui le suit. De son côté, ayant réussi à se libérer des griffes de Cobra, Duke, accompagné des Gi-Joe plongent au fond de l'océan pour récupérer de l'eau lourde, le second élément indispensable. Sous l'eau, ils doivent affronter des hommes de Cobra. La bataille qui s'engage réveille des monstres marins.
4. Duel dans le chaudron du diable (Duel in the Devil's Cauldron) Les Gi-joe se rendent auprès d'un volcan en activité pour récupérer un météore contenant le troisième élément indispensable. Mais ils sont attaqués par les hommes de Cobra qui s'emparent du météore. Les Gi-joe prennent d'assaut la forteresse volante de Cobra.
5. La Victoire (A Stake in the Serpent's Heart) : Destro qui vient de capturer Scarlett prend également le pouvoir au sein de l'organisation Cobra. Les Gi-joe trouvent enfin l'emplacement de la base de Cobra. Ils utilisent leur desintegrateur fraîchement construit pour l'attaquer.

### La Vengeance de Cobra (1984)
1. Dans le nid de Cobra (In the Cobra's Pit) Alors qu'ils escortent le transport d'un canon laser, les Gi-joe subissent une attaque massive de Cobra. Duke et Snake eyes sont capturés. De leur côté, les Gi-joe arrêtent Cobra en personne. Mais un troisième groupe dirigé par Zartan entre en scène.
2. Les Vignes du mal (The Vines of Evil) Duke parvient à avertir les Gi-joe que la nouvelle cible du canon modificateur de meteo de Cobra est Washington. Les Gi-joe se rendent sur place pour tenter de limiter les dégâts. De leur côté Flint et Matt parviennent à se défaire des terribles racines de Destro. Habillés en uniforme d'hommes de Cobra, ils font la connaissance de Loup de mer.
3. Le Palais maudit (The Palace of Doom) : La machine à contrôler les éléments de Cobra a explosé en 3 éléments distincts entraînant un dérèglement climatique. Gi-Joe et Cobra s'affrontent pour les récupérer. Après avoir survécu à une tempête de sable, Flint, Matt et Loup de mer arrivent à rentrer à la base.
4. Combat sur le toit du monde (Battle on the Roof of the World) Esprit juste et Storm Shadow sont contraints de s'associer pour sortir de la caverne où ils sont bloqués. Roadblock, caché dans un convoi de camions, réussit à infiltrer le repaire de Cobra. Si Cobra est parvenu à récupérer un des éléments de la machine, la bataille avec les Gi-Joe s'enlise au niveau de l'atoll. En attendant, les deux ennemis envoient des troupes pour la 3e expédition sur le toit du monde.
5. Le Parc d'attractions (Amusement Park of Terror) Zartan trahit Cobra et s'empare du dernier élément de la machine à contrôler la meteo. Il propose de le vendre au plus offrant. Caché dans un parc d'attraction désaffecté en plein cœur du Bayou, il est vite repéré par les deux forces ennemies. Pendant ce temps, Storm Shadow pénétre la base des Gi-joe pour récupérer l'un des éléments.

## Série animée Sunbow-Marvel
À la suite du succès des deux premières mini-séries, une série animée est mise en production. Elle débute avec une troisième mini-série, « La Pyramide des ténèbres ». Les épisodes des premières mini-séries sont également intégrés à la numérotation de la première saison.
Dans la 1re saison, le G.I. Joe est dirigé par Duke, assisté par Flint. Les personnages principaux sont Scarlett, Lady Jaye, Snake Eye, Loup de Mer ou encore Barricade (Roadblock).
Cobra est officiellement dirigé par le Commandant Cobra (aussi appelé Cobra). Destro est à la fois son associé et son lieutenant. Destro est un trafiquant d’armes international. Il fournit des armes à Cobra, en échange d’une place de choix dans l’organisation. Les frères jumeaux Xamot et Tomax dirigent une société internationale, et financent discrètement et illégalement Cobra. Ils sont aussi dans le commandement de Cobra. La Baronesse est le dernier membre du commandement de Cobra. Son rôle dans l’organisation n’est pas spécifiquement défini.
Bien que dirigé par Cobra lui-même, l’organisation est souvent victime de guerre des chefs dans certains épisodes, faisant échouer leurs plans de conquête (ex : La Pyramides des Ténèbres)
Cobra s’associe souvent à un petit groupe terroriste indépendant, dont le chef est Zartan. La fidélité de Zartan à Cobra est très limitée selon les épisodes.

### La Pyramide des ténèbres (1985)
1. Le Jour le plus loin (The Further Adventures of G.I. Joe) Les Gi-joe parviennent à déjouer la tentative de vol d'une navette spatiale par Cobra. Il s'agit en réalité d'un leurre de Cobra pour y faire penetrer Zartan et ses hommes ainsi que des créatures dangereuses.
2. La Cité des morts (Rendez-vous in the City of the Dead) La base des Gi-joe détruite, les héros se rabattent sur un porte-avion où ils retrouvent la trace de Loup de mer et de snake eyes cachés dans une base sous marine de Cobra. Dans la station spatiale Delta, les Gi-Joe, prisonniers se rebellent.
3. Jeu de cubes (Three Cubes to Darkness) Toujours poursuivis par Cobra, Loup de mer et Snake Eyes doivent leur salut à une chanteuse de cabaret. Les autres membres des Gi Joe se sont séparés pour récupérer les cubes géants de Cobra. Une première équipe doit faire face au système d'autodéfense du cube, une seconde, en Chine doit se confronter à une armée en terre cuite, et la troisième affronte Cobra dans la neige.
4. La Mer des âmes perdues (Chaos in the Sea of Lost Souls) Malgré les efforts du GI-joe, Cobra parvient à activer trois cubes. Maigre consolation, les Gi-joe ont arrêté Tomax Son frère jumeau s'infiltre sur le porte-avion des Gi-joe qui se dirige vers un cimetière de bateaux pour empêcher Cobra de faire fonctionner le quatrième cube.
5. La Fin du jeu de cubes (Knotting Cobra's Coils) Cobra parvient à faire fonctionner sa Pyramide des neants pour vider la terre de toute électricité. Mais les jumeaux Tomax et Xamot et les hommes de Zartan trahissent Cobra et prennent le contrôle de la Pyramide. Heureusement, les Gi-joe reprennent le contrôle de la station spatiale, annulant les effets de la Pyramide. Les Gi-joe presque au complets prennent d'assaut le temple de Cobra.

### Saison 1 (1985)
1. Compte à rebours pour Zartan (Countdown for Zartan) Zartan vole l'identité d'un diplomate français et infiltre le quartier général de la défense mondiale afin de le détruire. Il est repéré par Esprit Juste. Les Gi-Joe doivent trouver la bombe enclenchée par Zartan avant la fin du compte à rebours.
2. Bon appétit (Red Rocket's Glare) Les Gi-joe protègent un restaurant contre des attaques perpétrées par des voyous. En réalité ces derniers travaillent pour Cobra qui cherchent à racheter à bas prix toutes les franchises de ces restaurants pour de sombres raisons.
3. Le Satellite (Satellite Down) Les Gi-joe parviennent à empêcher Cobra de voler leur nouveau satellite. Mais cette action a pour conséquence de le faire s'écraser dans une région inhospitalière et dangereuse d'Afrique.
4. Cobra arrête la bombe (Cobra Stops the World) Cobra a détruit les principaux points de production et de distribution de pétrole à travers la planète. Un nouveau canon lui permet également de faire disparaître toute une armada de pétroliers. Mais le Gi-joe doute de la réalité de cette disparition. Ils se séparent en trois équipes pour enquêter.
5. Pièges dans la jungle (Jungle Trap) Les Gi-joe se rendent en Inde pour rencontrer le professeur Chakor, inventeur d'une machine permettant de maîtriser la lave. Mais Cobra leur tend un guet-apens et enlève le professeur. Partis à leur poursuite en hélicoptère, les Gi-joe s'écrasent dans la jungle. Ils ont 24 heures pour la traverser tout en affrontant les pièges laissés par Cobra et les dangers de la nature.
6. Les Créatures de Cobra (Cobra's Creatures) Cobra prend possession d'une machine lui permettant de contrôler les animaux.
7. Le Temple Magique (The Funhouse) Cobra a enlevé plusieurs savants et réclame une rançon de 60 milliards de dollars. Très vite, les Gi-joe repèrent le temple servant de quartier général de Cobra et le prennent d'assaut. Mais l'intérieur du temple se révèle être truffé de pièges dont la thématique est le parc d'attraction.
8. 20 Questions (Twenty Questions)
9. Une belle récolte (The Greenhouse Effect) Des scientifiques viennent de développer un carburant écologique. Un des sbires de Cobra vole le prototype et le cache dans la serre d'un fermier d'une petite ville avant d'être arrêté par la police. Endommagé, le bidon laisse échapper le produit entraînant une croissance anormale des fruits et légumes de la serre. Lorsque le fermier présente ses produits à la foire de la ville, ces derniers deviennent incontrôlables provoquant la panique des habitants. Profitant de la confusion qui règne, Cobra emporte des graines et attaque la ville de Chicago.
10. Un pôle attractif (Haul Down the Heavens) Les Gi-joe escortent une mission scientifique chargée de trouver les raisons de la fonte rapide de la calotte glacière. La multiplication des accidents font craindre la présence d'un traître dans l'expédition.
11. Le Complot des synthoïdes (Synthoid Conspiracy) Alors que les Gi-joe sont en manœuvre en mer, Cobra lance une attaque et profite du désordre pour remplacer les membres de l'état major du Pentagone par des robots appelés les synthoïdes. La première décision des imposteurs est de couper les crédits alloués à l'unité du Gi-joe. Peu après, Cobra attaque la base des héros sans frontières incapable de se défendre. Durant l'attaque, Zartan enlève Duke et le remplace à son tour par un synthoïde. Alors que la base est en pleine désolation, un général se présente et ordonne la dissolution immédiate de l'équipe.
12. Le Complot des synthoïdes (Synthoid Conspiracy) Duke parvient à s'échapper de Cobra mais reste bloqué sur l'île. De leur côté les Gi Joe captent une communication du Pentagone leur faisant comprendre que les officiers supérieurs travaillent pour Cobra. L'équipe infiltre une base militaire pour voler du carburant et des munitions. Mais, averti par le faux Duke, le Général décide d'attaquer le quartier général des Gi-joe. Ces derniers ne doivent leur salut qu'à l'intervention de Destro qui souhaite les aider à mettre fin aux synthoïdes.
13. La Brigade fantôme (The Phantom Brigade) Cobra attaque une usine militaire de munitions située dans les Carpates, mais les Gi-joe interviennent et repoussent les ennemis. Cobra fait alors appel à une diseuse de bonne aventure pour lever une unité de soldats fantômes : un centurion, une guerrière Mongol et un pilote de chasse de la Première Guerre mondiale. Les Gi-joe ne savent pas comment réagir, leurs armes étant inefficaces.
14. Silence on tourne (Lights ! Camera ! Cobra !) Les Gi-joe sont embauchés comme consultants sur un film à leur gloire. Mais Zartan et ses hommes infiltrent le tournage pour détruire un avion confisqué à Cobra.
15. Une campagne agitée (Cobra's Candidate) : Une bande de jeunes perturbe des élections municipales. Les Gi-joe sont appelés à la rescousse. Il apparaît vite que Cobra est derrière tout cela.
16. De l'argent brûlant (Money to Burn) : Grâce à une nouvelle invention, Cobra détruit tous les billets de banque en circulation entraînant l'effondrement du système monétaire mondial. En échange, il propose aux habitants de la terre de lui remettre tous leurs objets de valeur contre sa propre monnaie qu'il compte imposer. Quand les Gi-joe se présentent devant l'immeuble des jumeaux Tomax et Xamot, ils sont pris à partie par la population.
17. Parapsychologie (Operation Mind Menace) Sur l'île de Pâques, les Gi-joe pourchassent un hélicoptère de Cobra qui a enlevé une jeune fille. Abattus, ils sont faits prisonniers. Il s'avère que Cobra enlève toute personne dotée de pouvoirs psychiques.
18. Un train en or massif (Battle for the Train of Gold) Cobra attaque une imprimerie de billets de banque, mais le Gi-joe, déjà sur place, les fait fuir. En réalité, l'objectif réel de Cobra était de voler les plans de Fort Knox.
19. Le Canon à ondes (Cobra Soundwaves) Les Gi-joe sont chargés de défendre un champ de pétrole. Trois membres de l'équipe sont faits prisonniers par Cobra grâce à un canon à ondes.
20. Visite au Texas (Where the Reptiles Roam) : Une équipe du Gi-joe s'infiltre dans une base de Cobra pour voler une disquette. Cette dernière leur révèle que Cobra à fait l'acquisition d'un ranch au Texas. Cinq membres des héros sans frontières s'y présentent sous couverture mais ils sont très vite découverts.
21. Le Maître des jeux (The Gamesmaster) : Flint, Lady Jane, la Baronnes et Cobra sont kidnappés par un mystérieux maître des jeux. Ils se retrouvent sur une île artificielle où des jouets tentent de les éliminer. De leur côté, les Gi-joe et Cobra s'accusent mutuellement de ces enlèvements.
22. Des lasers dans la nuit (Lasers in the Night) : Quick Kick commence une relation avec Ambre, une jeune étudiante rencontrée lors d'une exhibition d'arts martiaux. Alors que Duke accepte que Quick Kick fasse faire la visite du quartier général à Ambre, Cobra parvient à déjouer les protections et attaquer la base. Duke pense qu'Ambre est en réalité une espionne pour le compte de Cobra.
23. La Bactérie géante (The Germ) Un homme de Cobra dérobe l'échantillon d'une bactérie appelée X. À la suite d'un accident, il la croise avec un sérum de croissance. La bactérie devient alors une masse gélatineuse immense qui absorbe tout sur son passage. Un membre de Gi-joe se propose d'entrer à l'intérieur pour la détruire. Malheureusement, la tentative échoue. Pire, c'est maintenant deux bactéries géantes qui se dirigent inexorablement vers New-York.
24. Le Mouchard (The Viper is Coming) Un appel anonyme donne aux Gi-joe des coordonnées qui les conduisent en Antarctique. Sur place, ils découvrent un centre de remise en forme de Cobra qu'ils prennent d'assaut. Quelques jours plus tard un second appel les amène à West Point où ils déjouent un attentat lors d'un défilé militaire.
25. L'Appel des Sirènes (Spell of the Siren)
26. Tremblement de terre (Cobra Quake) Déjouant un guet-apens de Cobra, les Gi-joe parviennent à conduire une délégation internationale à Tokyo. Plus au nord, une base des Gi-joe située à Hokkaïdo est détruite par un Tremblement de terre. Tout porte à croire que c'est l'œuvre de Cobra.
27. Les Otages de Cobra (1) (Captives of Cobra (1)) Une expérience ratée de Cobra entraîne une forte explosion. Arrivés sur place les Gi-joe découvrent des cristaux hautement explosifs qui ne cessent de grandir. De son côté, Cobra souhaitant les récupérer, parvient à obtenir l'adresse des familles des membres des Gi-Joe et les kidnappe.
28. Les Otages de Cobra (2) (Captives of Cobra (2)) Après leur avoir lavé le cerveau, Cobra envoie les proches des Gi-joe bloquer le convoi transportant les cristaux. La situation se révèle particulièrement périlleuse pour les héros sans frontières.
29. Le Serpent de mer (Bazooka Saw a Sea Serpent) Des bateaux sont attaqués par un serpent des mers géant. Le porte-avion des Gi-joe se rend sur place pour enquêter.
30. Excalibur (Excalibur) Après un combat au large des côtes anglaises contre le Gi-joe, Storm Shadow s'écrase dans un lac. Au fond de l'eau, il trouve la légendaire épée d'Excalibur.
31. Monde sans Fin (1) (Worlds Without End (1)) : Alors que le Gi-joe tente de récupérer un appareil à transmuter la matière que Zartan vient de voler, l'appareil se met en route. Les gi-joe se retrouvent projetés dans un monde dominé par Cobra.
32. Monde sans Fin (2) (Worlds Without End (2)) : Malgré leurs efforts, les Gi-joe finissent par se faire capturer par Destro et Cobra. Ils ne doivent leur salut qu'à l'intervention d'un allié inattendu. Certains membres du Gi-joe n'en reviendront toutefois pas.
33. Eau de Cobra (Eau de Cobra) Un homme déguisé en momie vole une tablette égyptienne dans un musée de Londres. Peu après, une base des Gi-joe en Antarctique est attaquée par un homme qui vole une herbe à licorne. Flint comprend vite que ces deux affaires sont l'œuvre de Firefly, un homme de Cobra. Ils le repèrent à Madagascar et découvrent que Cobra est en train de créer un filtre d'amour.
34. Joyeux Noël GI Joe (Cobra Claws Are Coming to Town) C'est le soir de Noël. Alors que seuls quelques membres Di Gi-joe sont au quartier général, Cobra en profite pour les attaquer et prendre possession de la base. Son objectif, utiliser les véhicules du Gi-joe pour attaquer une ville voisine. Ayant réussi à se libérer, le Gi-joe utilise les véhicules de Cobra pour tenter de l'arrêter.
35. Œil pour œil (An Eye for an Eye) Alors qu'ils transportent un nouveau prototype d'avion, les Gi Joe tombent dans une embuscade de Cobra. Durant l'attaque, une famille innocente est légèrement blessée. Le père décide de se venger de Cobra aidé par Lady Jaye
36. Les Dieux d'en bas (The Gods Below) En Égypte, pensant pourchasser Cobra, les G.i Joe s'introduisent dans le tombeau d'Osiris parsemé de pièges.
37. Cobra voit grand (The Primordial Plot)
38. Les Vacances de Flint (Flint's Vacation)
39. La Petite Fleur du désert (Hearts and Cannons)
40. En souvenir de Mara (Memories of Mara)
41. Le Traître (1) (The Traitor (1))
42. Le Traître (2) (The Traitor (2))
43. Un si beau plan (The Pit of Vipers)
44. Mauvais ingrédient (The Wrong Stuff)
45. Les Extra-terrestres (The Invaders)
46. Sueurs glacées (Cold Slither)
47. Un sceau pas secret (The Great Alaskan Land Rush)
48. Un squelette dans le placard (Skeletons in the Closet)
49. Le Grand Nettoyage (1) (There's no Place like Springfield (1))
50. Le Grand Nettoyage (2) (There's no Place like Springfield (2))

### Debout Serpentor! (1986)
La quatrième mini-série « Debout Serpentor ! » sert d'ouverture à la seconde saison de la série. On y découvre de nouveaux personnages, dont la star du catch le Sgt. Slaughter. Du côté des agents de Cobra, Serpentor, empereur nouveau-né, prend le commandement.
1. Debout Serpentor (1) (Arise, Serpentor, Arise ! : Day 1)
2. Debout Serpentor (2) (Arise, Serpentor, Arise ! : Day 2)
3. Debout Serpentor (3) (Arise, Serpentor, Arise ! : Day 3)
4. Debout Serpentor (4) (Arise, Serpentor, Arise ! : Day 4)
5. Debout Serpentor (5) (Arise, Serpentor, Arise ! : Day 5)

### Saison 2 (1986)
Dans la seconde saison, le Général Hawk devient le chef du G.I. Joe, devant Duke et Flint.
À la suite d'une vision du Docteur Mindbender, Cobra va dans la mini-série de la seconde saison se doter d’un chef reconnu de tous, Serpentor. Au fil des épisodes, on voit que certains (principalement le commandant Cobra) vont commencer à essayer de doubler Serpentor. Zartan reste également à son compte.
1. Dernière heure avant l'apocalypse (Last Hour to Doomsday)
2. Histoires d'ordinateur (Computer Complications)
3. Coulez le Montana ! (Sink the Montana)
4. Les Petits Soldats (Let's Play Soldier)
5. Il était une fois GI Joe (Once Upon a Joe)
6. Par millions de dollars (The Million Dollar Medic)
7. Jeux télévisés (Cobrathon)
8. L'Œuf pourri (The Rotten Egg)
9. De jolies filles (Glamour Girls)
10. Iceberg plein sud (Iceberg Goes South)
11. L'Espion qui en faisait trop (The Spy Who Rooked Me)
12. Cheveux gris et rhumatismes (Grey Hairs and Growing Pains)
13. Le Gardien de mon frère (My Brother's Keeper)
14. C'est terrible de s'attacher (My Favorite Things)
15. Le Renflouement (Raise the Flagg !)
16. Des vacances de ninja (Ninja Holiday)
17. La Toison d'or (G.I. Joe and the Golden Fleece)
18. La Cause la plus dangereuse du monde (The Most Dangerous Thing in the World)
19. Combat de cauchemars (Nightmare Assault)
20. Des sentiments forcés (Second Hand Emotions)
21. Une soirée réussie (Joe's Night Out)
22. Pas l'ombre d'une chance (Not a Ghost of a Chance)
23. Pêchés de nos pères (Sins of our Fathers)
24. En présence de nos ennemis (In the Presence of Mine Enemies)
25. Sous la tente je me glisserai en silence (Into Your Tent I Will Silently Creep)

## Autres informations
Comme la plupart des dessins animés des années 1980 occidentaux (donc hors Mangas), il n’y a ni de début ni de fin dans le dessin animé. On ne sait pas non plus comment les groupes ont été formés. Originellement, la série se terminait avec le film qui donnait bien une véritable fin à la série, mais Hasbro demanda à D.I.C de produire une autre saison et de trouver un moyen de ramener le Commandant Cobra et son organisation. Une mini-série raconte comment Cobra revient sur le devant de la scène et remonte son organisation pour à nouveau s'opposer aux G.I Joe et tenter de s'emparer du monde.
À chaque nouvelle saison, de nouveaux personnages apparaissent. Cela est dû au fait que de nouvelles figurines pouvaient être commercialisées en même temps. Seuls quelques personnages sont présents régulièrement durant toutes les saisons.
En 1987, un long métrage appelé G.I. Joe : The Movie (G.I. Joe : Le Film en français) est créé par Sunbow Productions et Marvel Productions. Il a été animé au Japon par Toei Animation. Un passage du film raconte la création de Cobra. Le film clôturait originellement la série (avec une véritable fin) après l'épisode 30 de la saison 2... Mais D.I.C, qui remplaça Sunbow sur la série, trouva le moyen de rebondir et lancer une saison 3...
En 1987, lors de sa première diffusion en France, la série est dotée d'un générique dont la musique et les paroles sont dues à Alice Dona et qui a été chanté par Roger Candy.

## Voix

### Doublage québécois
- Johanne Léveillé : La Baronne
- Antoine Durand : Flambeau
- Marc Bellier : Tomax / Xomat
- Carl Béchard : Sergent Slaughter
- Yves Massicotte : Serpentor
- Jean-Louis Millette : Commandant Cobra
- Serge Turgeon : Déchaîné
- Gilbert Lachance : Savata
- Diane Arcand : Tigresse
- Edgar Fruitier : Chef de COBRA
- Hubert Gagnon : Pro
- Guy Nadon : Zartan
- Jean-Luc Montminy : Luc
- Anne Caron : Mme J
- Victor Désy : Destro
- Aubert Pallascio : Dr Mindbender
- Mario Desmarais : Général Busard

 Source et légende : version québécoise (VQ) sur Doublage.qc.ca.

### Doublage français
- Pascal Renwick : Duke / Zartan
- Gérard Dessalles : Général Hawk / Loup de Mer / Narrateur / Serpentor (voix de remplacement)
- Vincent Violette : Flint / Tomax ou Xamot
- Ysabelle Lacamp : Scarlett / Lady Jaye
- Michel Leroyer : Commandant Cobra
- Francis Lax : Destro / Dr Mindbender
- Liliane Patrick : Baronnesse
- Olivier Destrez : Xamot ou Tomax / divers GI Joe
- Jean Claudio : Spirit / divers GI Joe / Pierre Lafonte (ep. 86)
- Georges Lycan : Serpentor
- Pierre Fromont : Wild Bill / divers GI Joe
- Christian Pélissier : Gung-Ho / Loup de mer / divers GI Joe
- Anne Jolivet : Cover / Zarana / divers personnages / Honda Lou (ep. 8 à 10)

 Source et légende : version française (VF) sur RS Doublage et planete-jeunesse.com.